# V.8
V.8 - to rekomendacja CCITT (obecnie ITU-T) zatytułowana: Procedures for starting sessions of data transmission over the public switched telephone network co można przetłumaczyć jako: Procedury rozpoczynające przesył danych przez publiczną komutowaną sieć telefoniczną (PSTN).
Pierwsza wersja tej rekomendacji była zatwierdzona w listopadzie 1994 roku. Rekomendacja ta była nowelizowana trzykrotnie. Ostatnia, aktualna wersja została zatwierdzona w listopadzie 2000 roku.
Rekomendacja ta jest jedną z serii rekomendacji ogólnych (V.1-V.8bis) definiujących sposób kodowania, szybkość przesyłania symboli, poziomy mocy sygnałów i rodzaje protokołów używanych przez modemy pracujące na liniach telekomunikacyjnych.